# Daniił Kwiat
Daniił Wiaczesławowicz Kwiat (ros. Даниил Вячеславович Квят, ur. 26 kwietnia 1994 w Ufie) – rosyjski kierowca wyścigowy.

## Życiorys

### Karting
Kwiat karierę rozpoczął od startów w kartingu. Startował w Rosji oraz we Włoszech, najlepsze wyniki osiągając w 2009 roku, kiedy to zajął 3. miejsce w klasyfikacji generalnej Mistrzostw Europy kategorii KF3, a także 2. pozycję w Międzynarodowych Mistrzostwach WSK.

### Formuła Renault
W sezonie 2010 Kwiat zadebiutował w wyścigach samochodów jednomiejscowych. Rosjanin brał udział w Europejskiej Formule BMW, w której sześciokrotnie znalazł się w czołowej szóstce, a podczas ostatniego wyścigu w kalendarzu, na torze Monza, uplasował się na drugiej lokacie. Zdobyte punkty sklasyfikowały go na 10. miejscu.
Kwiat wziął także udział w azjatyckim odpowiedniku tej serii (nie był liczony do klasyfikacji). Wystąpiwszy w ośmiu wyścigach, pięciokrotnie stanął na podium, triumfując przy tym na malezyjskim torze w Sepang. W okresie posezonowym Kwiat wystartował w zimowej edycji Brytyjskiej Formuły Renault. W ciągu sześciu wyścigów, Rosjanin dwukrotnie stanął na podium, a podczas zmagań na torze Snetterton sięgnął po pole position. Ostatecznie w klasyfikacji końcowej znalazł się na 4. pozycji.
Na początku sezonu 2011, Kwiat zaliczył udział w czterech eliminacjach serii Toyota Racing. Rosjanin sześciokrotnie znalazł się na podium. Jedyne zwycięstwo odnotował w pierwszym starcie, na torze Manfeild Autocourse.
Po jednorazowym występie w Europejskim Pucharze Formuły Renault 2.0 (na torze Circuit de Catalunya uplasował się odpowiednio na osiemnastym i ósmym miejscu) Kwiat został etatowym zawodnikiem Koiaren Motorsport nie tylko w tej serii, ale także w Północnoeuropejskim cyklu Formuły Renault. Kwiat sześciokrotnie meldował się w czołowej trójce, a podczas rywalizacji na torze Spa-Francorchamps i Nürburgring odnotował po jednym zwycięstwie (w Niemczech oraz na Węgrzech uzyskał pole position). Dzięki zdobytym punktom zmagania zakończył na 3. lokacie.
W Formule Renault NEC 2.0 Kwiat spisał się jeszcze lepiej. W ciągu sezonu aż trzynastokrotnie stawał na podium, odnosząc przy tym siedem zwycięstw (w tym całkowicie zdominował rywalizację na kończącym kalendarz torze Monza). Ostatecznie sięgnął po tytuł wicemistrzowski, ulegając jedynie swojemu koledze z programu Red Bulla, Hiszpanowi Carlosowi Sainzowi Jr.
W przeciwieństwie do hiszpańskiego kolegi, Kwiat postanowił pozostać w formule tej klasy, ponownie ścigając się w barwach fińskiej ekipy. Tym razem jednak na rzecz Północnoeuropejskiego Pucharu Formuły Renault 2.0 wybrał Formułę Renault 2.0 Alps. Rosjanin w obu seriach okazał się najczęściej wygrywającym zawodnikiem, triumfując w siedmiu z czternastu wyścigów. Rosjaninowi przytrafiło jednak kilka mniej udanych występów, czego następstwem było przegranie mistrzostwa w Europejskim Pucharze Formuły Renault 2.0, natomiast w Formule Renault 2.0 Alps pokonał rywala różnicą zaledwie trzech punktów.
Rosyjska Federacja Samochodowa uznała Kwiata za rosyjskiego kierowcę wyścigowego roku.

### Formuła 3
W sezonie 2013 Rosjanin startował gościnnie w Mistrzostwach Europejskiej Formuły 3 z brytyjską ekipą Carlin. Wygrał tam jeden wyścig i siedmiokrotnie stawał na podium – w drugim wyścigu na Hockenheimring, pierwszym, drugim i trzecim wyścigu na Red Bull Ring, drugim wyścigu na Circuit Zandvoort i drugim wyścigu na ACI Vallelunga Circuit.

### Seria GP3
Kwiat podpisał kontrakt na starty w serii GP3 na sezon 2013 z zespołem MW Arden. Tam zabłysnął szczególnie w drugiej części sezonu, kiedy to trzykrotnie zwyciężał i pięciokrotnie stawał na podium. Ostatecznie uzbierane 168 punktów w klasyfikacji generalnej pozwoliło mu pokonać wszystkich rywali z serii i zdobyć tytuł mistrzowski.

### Formuła 1
21 października 2013 roku Daniił Kwiat, został zakontraktowany na starty w Formule 1 jako kierowca Scuderii Toro Rosso w sezonie 2014. Tym samym został drugim rosyjskim kierowcą w historii Formuły 1. Już w Australii, w pierwszym wyścigu sezonu zdobył pierwsze dwa punkty, stając się jednocześnie nie tylko najmłodszym kierowcą, ale również najmłodszym zdobywcą punktów w Formule 1. Swój dorobek punktowy powiększał jeszcze czterokrotnie - w Malezji, Chinach, Wielkiej Brytanii i Belgii. W ostatecznym rozrachunku Rosjanin przegrał jednak ze swoim partnerem zespołowym Jeanem-Ériciem Vergne o 14 punktów. Mimo to po ogłoszeniu odejścia Sebastiana Vettela z Red Bull Racing, to Kwiat został zakontraktowany w roli etatowego kierowcy w tym zespole. W sezonie 2015 Kwiat po raz pierwszy stanął w karierze na podium. Miało to miejsce podczas Grand Prix Węgier. Rosyjski kierowca wystartował z siódmego pola, natomiast wyścig zakończył na drugim miejscu za Sebastianem Vettelem a przed swoim ówczesnym kolegą z zespołu - Danielem Ricciardo. Sezon 2015 zakończył na siódmym miejscu z dorobkiem 95 punktów pokonując Ricciardo o 3 punkty. W sezonie 2016 podczas Grand Prix Chin stanął po raz drugi w karierze na podium zajmując trzecie miejsce. W wyścigu o Grand Prix Rosji spowodował kolizję z Sebastianem Vettelem eliminując Niemca z wyścigu na pierwszm okrążeniu. Za ten incydent został ukarany karą 10 sekund stop&go. Po tym wyścigu decyzją Helmuta Marko miejsce Kwiata w Red Bullu zajął Max Verstappen, natomiast Rosjanin został przeniesiony z powrotem do Scuderii Toro Rosso. W wyścigu o Grand Prix Hiszpanii po raz pierwszy w karierze uzyskał najlepszy czas okrążenia. Przez cały sezon zdobył 4 punkty. W sezonie 2017 Kwiat zdobył jedynie 5 punktów. Od wyścigu o Grand Prix Malezji miejsce Rosjanina zajął Pierre Gasly. Kwiat wystartował jeszcze w wyścigu o Grand Prix USA, gdzie zdobył 1 punkt za dziesiąte miejsce. Po tym wyścigu został usunięty z programu kierowców Red Bulla. Sezon 2018 spędził jako kierowca testowy Ferrari. Został ogłoszony kierowcą zespołu Scuderia Toro Rosso na rok 2019. W wyścigu o Grand Prix Niemiec Kwiat po raz trzeci w karierze stanął na podium zajmując trzecie miejsce.

## Wyniki

### Formuła 1
| Legenda oznaczeń w tabelach wyników Wyświetl szablon na nowej stronie | Legenda oznaczeń w tabelach wyników Wyświetl szablon na nowej stronie                                                                     |
| Oznaczenie                                                            | Wyjaśnienie |
| --------------------------------------------------------------------- | --- |
| Złoty                                                                 | Zwycięzca lub mistrzostwo |
| Srebrny                                                               | 2. miejsce lub wicemistrzostwo |
| Brązowy                                                               | 3. miejsce lub II wicemistrzostwo |
| Zielony                                                               | Ukończył, punktował (w klasyfikacji generalnej, gdy zdobył co najmniej jeden punkt na przestrzeni sezonu, poza trzema powyższymi opcjami) |
| Niebieski                                                             | Ukończył, nie punktował (w klasyfikacji generalnej, gdy nie zdobył co najmniej jednego punktu na przestrzeni sezonu)                      |
| Czerwony                                                              | Nie zakwalifikował się (NZ) |
| Czerwony                                                              | Nie prekwalifikował się (NPK) |
| Różowy                                                                | Nie ukończył (NU) |
| Różowy                                                                | Niesklasyfikowany (NS) (w klasyfikacji generalnej, gdy nie został sklasyfikowany w żadnym wyścigu sezonu)                                 |
| Czarny                                                                | Zdyskwalifikowany (DK) |
| Czarny                                                                | Wykluczony (WYK/EX) |
| Biały                                                                 | Nie wystartował (NW) |
| Biały                                                                 | Kontuzjowany (K/INJ) |
| Biały                                                                 | Wyścig odwołany (OD/C) |
| Bez koloru                                                            | Został wycofany (WYC/WD) |
| Bez koloru                                                            | Nie przybył (NP/DNA) |
| Bez koloru                                                            | Nie brał udziału w treningach (NT/DNP) |
| Bez koloru                                                            | Nie został zgłoszony (–) |
| Pogrubienie                                                           | Start z pole position |
| Kursywa                                                               | Najszybsze okrążenie wyścigu |
| †                                                                     | Nie ukończył, ale jego rezultat został zaliczony ze względu na przejechanie więcej niż 90% dystansu wyścigu.                              |
| *                                                                     | Sezon w trakcie |
| 1/2/3                                                                 | Punktowana pozycja w sprincie |
| Lista systemów punktacji Formuły 1                                    | |

| Rok  | Zespół                    | Samochód         | Silnik                          | Wyniki w poszczególnych eliminacjach | Wyniki w poszczególnych eliminacjach | Wyniki w poszczególnych eliminacjach | Wyniki w poszczególnych eliminacjach | Wyniki w poszczególnych eliminacjach | Wyniki w poszczególnych eliminacjach | Wyniki w poszczególnych eliminacjach | Wyniki w poszczególnych eliminacjach | Wyniki w poszczególnych eliminacjach | Wyniki w poszczególnych eliminacjach | Wyniki w poszczególnych eliminacjach | Wyniki w poszczególnych eliminacjach | Wyniki w poszczególnych eliminacjach | Wyniki w poszczególnych eliminacjach | Wyniki w poszczególnych eliminacjach | Wyniki w poszczególnych eliminacjach | Wyniki w poszczególnych eliminacjach | Wyniki w poszczególnych eliminacjach | Wyniki w poszczególnych eliminacjach | Wyniki w poszczególnych eliminacjach | Wyniki w poszczególnych eliminacjach | Punkty | Pozycja |
| ---- | ------------------------- | ---------------- | ------------------------------- | ------------------------------------ | ------------------------------------ | ------------------------------------ | ------------------------------------ | ------------------------------------ | ------------------------------------ | ------------------------------------ | ------------------------------------ | ------------------------------------ | ------------------------------------ | ------------------------------------ | ------------------------------------ | ------------------------------------ | ------------------------------------ | ------------------------------------ | ------------------------------------ | ------------------------------------ | ------------------------------------ | ------------------------------------ | ------------------------------------ | ------------------------------------ | ------ | ------- |
| 2014 | Scuderia Toro Rosso       | Toro Rosso STR9  | Renault Energy F1-2014 1.6L V6T | Australia                            | Malezja                              | Bahrajn                              |                                      | Hiszpania                            | Monako                               | Kanada                               | Austria                              | Wielka Brytania                      | Niemcy                               | Węgry                                | Belgia                               | Włochy                               | Singapur                             | Japonia                              | Rosja                                | Stany Zjednoczone                    | Brazylia                             |                                      |                                      |                                      | 8      | 15      |
| 2014 | Scuderia Toro Rosso       | Toro Rosso STR9  | Renault Energy F1-2014 1.6L V6T | 9                                    | 10                                   | 11                                   | 10                                   | 14                                   | NU                                   | NU                                   | NU                                   | 9                                    | NU                                   | 14                                   | 9                                    | 11                                   | 14                                   | 11                                   | 14                                   | 15                                   | 11                                   | NU                                   |                                      |                                      | 8      | 15      |
| 2015 | Infiniti Red Bull Racing  | Red Bull RB11    | Renault Energy F1-2015 1.6L V6T | Australia                            | Malezja                              |                                      | Bahrajn                              | Hiszpania                            | Monako                               | Kanada                               | Austria                              | Wielka Brytania                      | Węgry                                | Belgia                               | Włochy                               | Singapur                             | Japonia                              | Rosja                                | Stany Zjednoczone                    | Meksyk                               | Brazylia                             |                                      |                                      |                                      | 95     | 7       |
| 2015 | Infiniti Red Bull Racing  | Red Bull RB11    | Renault Energy F1-2015 1.6L V6T | NW                                   | 9                                    | NU                                   | 9                                    | 10                                   | 4                                    | 9                                    | 12                                   | 6                                    | 2                                    | 4                                    | 10                                   | 6                                    | 13                                   | 5                                    | NU                                   | 4                                    | 7                                    | 10                                   |                                      |                                      | 95     | 7       |
| 2016 | Red Bull Racing           | Red Bull RB12    | TAG Heuer 1.6L V6T              | Australia                            | Bahrajn                              |                                      | Rosja                                | Hiszpania                            | Monako                               | Kanada                               | Unia Europejska                      | Austria                              | Wielka Brytania                      | Węgry                                | Niemcy                               | Belgia                               | Włochy                               | Singapur                             | Malezja                              | Japonia                              | Stany Zjednoczone                    | Meksyk                               | Brazylia                             |                                      | 25     | 14      |
| 2016 | Red Bull Racing           | Red Bull RB12    | TAG Heuer 1.6L V6T              | NW                                   | 7                                    | 3                                    | 15                                   | –                                    | –                                    | –                                    | –                                    | –                                    | –                                    | –                                    | –                                    | –                                    | –                                    | –                                    | –                                    | –                                    | –                                    | –                                    | –                                    | –                                    | 25     | 14      |
| 2016 | Scuderia Toro Rosso       | Toro Rosso STR11 | Ferrari 060 1.6LV6T             | –                                    | –                                    | –                                    | –                                    | 10                                   | NU                                   | 12                                   | NU                                   | NU                                   | 10                                   | 16                                   | 15                                   | 14                                   | NU                                   | 9                                    | 14                                   | 13                                   | 11                                   | 18                                   | 13                                   | NU                                   | 25     | 14      |
| 2017 | Scuderia Toro Rosso       | Toro Rosso STR12 | Toro Rosso 1.6L V6T             | Australia                            |                                      | Bahrajn                              | Rosja                                | Hiszpania                            | Monako                               | Kanada                               | Azerbejdżan                          | Austria                              | Wielka Brytania                      | Węgry                                | Belgia                               | Włochy                               | Singapur                             | Malezja                              | Japonia                              | Stany Zjednoczone                    | Meksyk                               | Brazylia                             |                                      |                                      | 5      | 19      |
| 2017 | Scuderia Toro Rosso       | Toro Rosso STR12 | Toro Rosso 1.6L V6T             | 9                                    | NU                                   | 12                                   | 12                                   | 9                                    | 14†                                  | NU                                   | NU                                   | 16                                   | 15                                   | 11                                   | 12                                   | 12                                   | NU                                   | –                                    | –                                    | 10                                   | –                                    | –                                    | –                                    |                                      | 5      | 19      |
| 2019 | Red Bull Toro Rosso Honda | Toro Rosso STR14 | Honda RA619H 1.6L V6T           | Australia                            | Bahrajn                              |                                      | Azerbejdżan                          | Hiszpania                            | Monako                               | Kanada                               | Francja                              | Austria                              | Wielka Brytania                      | Niemcy                               | Węgry                                | Belgia                               | Włochy                               | Singapur                             | Rosja                                | Japonia                              | Meksyk                               | Stany Zjednoczone                    | Brazylia                             |                                      | 37     | 13      |
| 2019 | Red Bull Toro Rosso Honda | Toro Rosso STR14 | Honda RA619H 1.6L V6T           | 10                                   | 12                                   | NU                                   | NU                                   | 9                                    | 7                                    | 10                                   | 14                                   | 17                                   | 9                                    | 3                                    | 15                                   | 7                                    | NU                                   | 15                                   | 12                                   | 10                                   | 11                                   | 12                                   | 10                                   | 9                                    | 37     | 13      |
| 2020 | Scuderia AlphaTauri Honda | AlphaTauri AT01  | Honda RA620H 1.6L V6T           | Austria                              |                                      | Węgry                                | Wielka Brytania                      | Wielka Brytania                      | Hiszpania                            | Belgia                               | Włochy                               | Toskania                             | Rosja                                | Niemcy                               | Portugalia                           | Emilia-Romania                       | Turcja                               | Bahrajn                              | Bahrajn                              |                                      |                                      |                                      |                                      |                                      | 32     | 14      |
| 2020 | Scuderia AlphaTauri Honda | AlphaTauri AT01  | Honda RA620H 1.6L V6T           | 12†                                  | 10                                   | 12                                   | NU                                   | 10                                   | 12                                   | 11                                   | 9                                    | 7                                    | 8                                    | 15                                   | 19                                   | 4                                    | 12                                   | 11                                   | 7                                    | 11                                   |                                      |                                      |                                      |                                      | 32     | 14      |

### GP3
| Legenda oznaczeń w tabelach wyników Wyświetl szablon na nowej stronie | Legenda oznaczeń w tabelach wyników Wyświetl szablon na nowej stronie                                                                     |
| Oznaczenie                                                            | Wyjaśnienie |
| --------------------------------------------------------------------- | --- |
| Złoty                                                                 | Zwycięzca lub mistrzostwo |
| Srebrny                                                               | 2. miejsce lub wicemistrzostwo |
| Brązowy                                                               | 3. miejsce lub II wicemistrzostwo |
| Zielony                                                               | Ukończył, punktował (w klasyfikacji generalnej, gdy zdobył co najmniej jeden punkt na przestrzeni sezonu, poza trzema powyższymi opcjami) |
| Niebieski                                                             | Ukończył, nie punktował (w klasyfikacji generalnej, gdy nie zdobył co najmniej jednego punktu na przestrzeni sezonu)                      |
| Czerwony                                                              | Nie zakwalifikował się (NZ) |
| Czerwony                                                              | Nie prekwalifikował się (NPK) |
| Różowy                                                                | Nie ukończył (NU) |
| Różowy                                                                | Niesklasyfikowany (NS) (w klasyfikacji generalnej, gdy nie został sklasyfikowany w żadnym wyścigu sezonu)                                 |
| Czarny                                                                | Zdyskwalifikowany (DK) |
| Czarny                                                                | Wykluczony (WYK/EX) |
| Biały                                                                 | Nie wystartował (NW) |
| Biały                                                                 | Kontuzjowany (K/INJ) |
| Biały                                                                 | Wyścig odwołany (OD/C) |
| Bez koloru                                                            | Został wycofany (WYC/WD) |
| Bez koloru                                                            | Nie przybył (NP/DNA) |
| Bez koloru                                                            | Nie brał udziału w treningach (NT/DNP) |
| Bez koloru                                                            | Nie został zgłoszony (–) |
| Pogrubienie                                                           | Start z pole position |
| Kursywa                                                               | Najszybsze okrążenie wyścigu |
| †                                                                     | Nie ukończył, ale jego rezultat został zaliczony ze względu na przejechanie więcej niż 90% dystansu wyścigu.                              |
| *                                                                     | Sezon w trakcie |
| 1/2/3                                                                 | Punktowana pozycja w sprincie |
| Lista systemów punktacji Formuły 1                                    | |

| Rok  | Zespół   | Wyniki w poszczególnych eliminacjach | Wyniki w poszczególnych eliminacjach | Wyniki w poszczególnych eliminacjach | Wyniki w poszczególnych eliminacjach | Wyniki w poszczególnych eliminacjach | Wyniki w poszczególnych eliminacjach | Wyniki w poszczególnych eliminacjach | Wyniki w poszczególnych eliminacjach | Wyniki w poszczególnych eliminacjach | Wyniki w poszczególnych eliminacjach | Wyniki w poszczególnych eliminacjach | Wyniki w poszczególnych eliminacjach | Wyniki w poszczególnych eliminacjach | Wyniki w poszczególnych eliminacjach | Wyniki w poszczególnych eliminacjach | Wyniki w poszczególnych eliminacjach | Punkty | Pozycja |
| ---- | -------- | ------------------------------------ | ------------------------------------ | ------------------------------------ | ------------------------------------ | ------------------------------------ | ------------------------------------ | ------------------------------------ | ------------------------------------ | ------------------------------------ | ------------------------------------ | ------------------------------------ | ------------------------------------ | ------------------------------------ | ------------------------------------ | ------------------------------------ | ------------------------------------ | ------ | ------- |
| 2013 | MW Arden | ESP                                  | ESP                                  | VAL                                  | VAL                                  | GBR                                  | GBR                                  | DEU                                  | DEU                                  | HUN                                  | HUN                                  | BEL                                  | BEL                                  | ITA                                  | ITA                                  | ARE                                  | ARE                                  | 168    | 1       |
| 2013 | MW Arden | 20                                   | NU                                   | 4                                    | 5                                    | 4                                    | 4                                    | NU                                   | 16                                   | 3                                    | 7                                    | 1                                    | 6                                    | 1                                    | 2                                    | 1                                    | 5                                    | 168    | 1       |

### Podsumowanie
| Sezon | Seria                                         | Zespół                    | Wyścigi          | Zwycięstwa       | PP               | NO               | Podium           | Punkty           | Pozycja          |
| ----- | --------------------------------------------- | ------------------------- | ---------------- | ---------------- | ---------------- | ---------------- | ---------------- | ---------------- | ---------------- |
| 2010  | Europejska Formuła BMW                        | EuroInternational         | 16               | 0                | 0                | 0                | 1                | 138              | 10               |
| 2010  | Azjatycka Formuła BMW                         | EuroInternational         | 8                | 2                | 2                | 0                | 5                | 0                | NS†              |
| 2010  | Brytyjska Formuła Renault (edycja zimowa)     | Koiranen Bros. Motorsport | 6                | 0                | 1                | 0                | 2                | 109              | 4                |
| 2010  | Europejska Formuła Renault 2.0                | Koiranen Bros. Motorsport | 2                | 0                | 0                | 0                | 0                | 0                | NS†              |
| 2011  | Toyota Racing Series                          | Victory Motor Racing      | 12               | 1                | 1                | 3                | 6                | 138              | 5                |
| 2011  | Europejski Puchar Formuły Renault 2.0         | Koiranen Bros. Motorsport | 14               | 2                | 2                | 3                | 6                | 155              | 3                |
| 2011  | Północnoeuropejski Puchar Formuły Renault 2.0 | Koiranen Bros. Motorsport | 20               | 7                | 2                | 5                | 13               | 431              | 2                |
| 2011  | Brytyjska Formuła Renault (finały)            | Koiranen Bros. Motorsport | 6                | 0                | 0                | 1                | 2                | 111              | 3                |
| 2012  | Europejski Puchar Formuły Renault 2.0         | Koiranen Motorsport       | 14               | 7                | 3                | 5                | 9                | 234              | 2                |
| 2012  | Alpejska Formuła Renault 2.0                  | Koiranen Motorsport       | 14               | 7                | 4                | 4                | 8                | 217              | 1                |
| 2013  | Europejska Formuła 3                          | Carlin                    | 21               | 1                | 5                | 1                | 7                | 0                | NS†              |
| 2013  | Seria GP3                                     | MW Arden                  | 16               | 2                | 2                | 4                | 5                | 168              | 1                |
| 2013  | Formuła 1                                     | Scuderia Toro Rosso       | Kierowca testowy | Kierowca testowy | Kierowca testowy | Kierowca testowy | Kierowca testowy | Kierowca testowy | Kierowca testowy |
| 2014  | Formuła 1                                     | Scuderia Toro Rosso       | 19               | 0                | 0                | 0                | 0                | 8                | 15               |
| 2015  | Formuła 1                                     | Infiniti Red Bull Racing  | 19               | 0                | 0                | 0                | 1                | 95               | 7                |
| 2016  | Formuła 1                                     | Red Bull Racing           | 4                | 0                | 0                | 0                | 1                | 25               | 14               |
| 2016  | Formuła 1                                     | Scuderia Toro Rosso       | 17               | 0                | 0                | 1                | 0                | 25               | 14               |
| 2017  | Formuła 1                                     | Scuderia Toro Rosso       | 15               | 0                | 0                | 0                | 0                | 5                | 19               |
| 2018  | Formuła 1                                     | Scuderia Ferrari          | Kierowca testowy | Kierowca testowy | Kierowca testowy | Kierowca testowy | Kierowca testowy | Kierowca testowy | Kierowca testowy |
| 2019  | Formuła 1                                     | Red Bull Toro Rosso Honda | 21               | 0                | 0                | 0                | 1                | 37               | 13               |
| 2020  | Formuła 1                                     | Scuderia AlphaTauri Honda | 17               | 0                | 0                | 0                | 0                | 32               | 14               |

† – Kwiat nie był liczony do klasyfikacji.